# 勒克雷姆兰-比塞特尔站
勒克雷姆兰-比塞特尔站（法語：Le Kremlin-Bicêtre）是巴黎地鐵的一個車站。勒克雷姆兰-比塞特尔站是巴黎地鐵7號線的車站之一，開業於1982年12月10日巴黎地鐵7號線延長工程時。勒克雷姆兰-比塞特尔站這一名稱來自於其所在地勒克雷姆兰-比塞特尔。

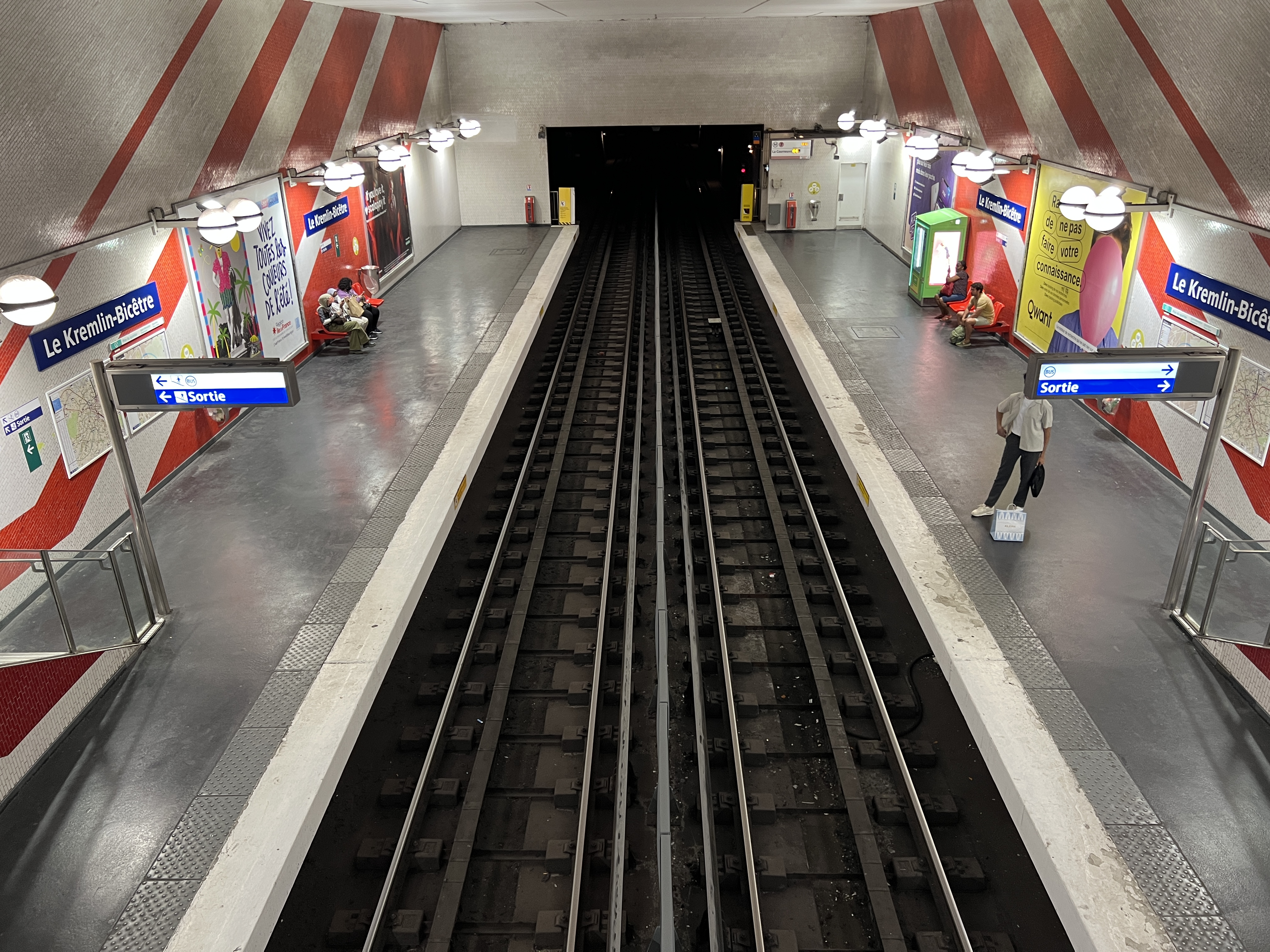
月台（2022年7月）

## 車站結構
| 街道      |                    |                                              |
| B1        | 連接層             |                                              |
| 7號線月台 | 側式月台，右側開門 | 側式月台，右側開門                           |
| 7號線月台 | 南行               | 往猶太城-路易·阿拉貢（犹太城-莱奥·拉格朗日） |
| 7號線月台 | 北行               | 往拉库尔讷沃-1945年5月8日（白樓）            |
| 7號線月台 | 側式月台，右側開門 |                                              |